# Oberlauterbach
Oberlauterbach é uma comuna francesa na região administrativa de Grande Leste, no departamento Baixo Reno. Estende-se por uma área de 5,35 km². Em 2010 a comuna tinha 550 habitantes (densidade: 102,8 hab./km²).